# El Águila (Villa Argentina)
El Águila, también conocida como Quimera, es una edificación situada en el balneario uruguayo Villa Argentina, el cual se encuentra a dos kilómetros de Atlántida. Se trata de un diseño realizado por Juan Torres, siendo su propietario Natalio Michelizzi, de nacionalidad italiana, quien se instaló en Uruguay dedicándose a negocios en ese país.
El Águila consta de una estructura artesanal de piedra, con cabeza de águila y cuerpo de delfín, carente de planos y diseño arquitectónico.

## Historia
Al comienzo, Michelizzi visitaba Uruguay con frecuencia, hecho que le hizo adquirir tierras y comenzar la construcción de un hotel, El Planeta, uno de los primeros del balneario Atlántida.

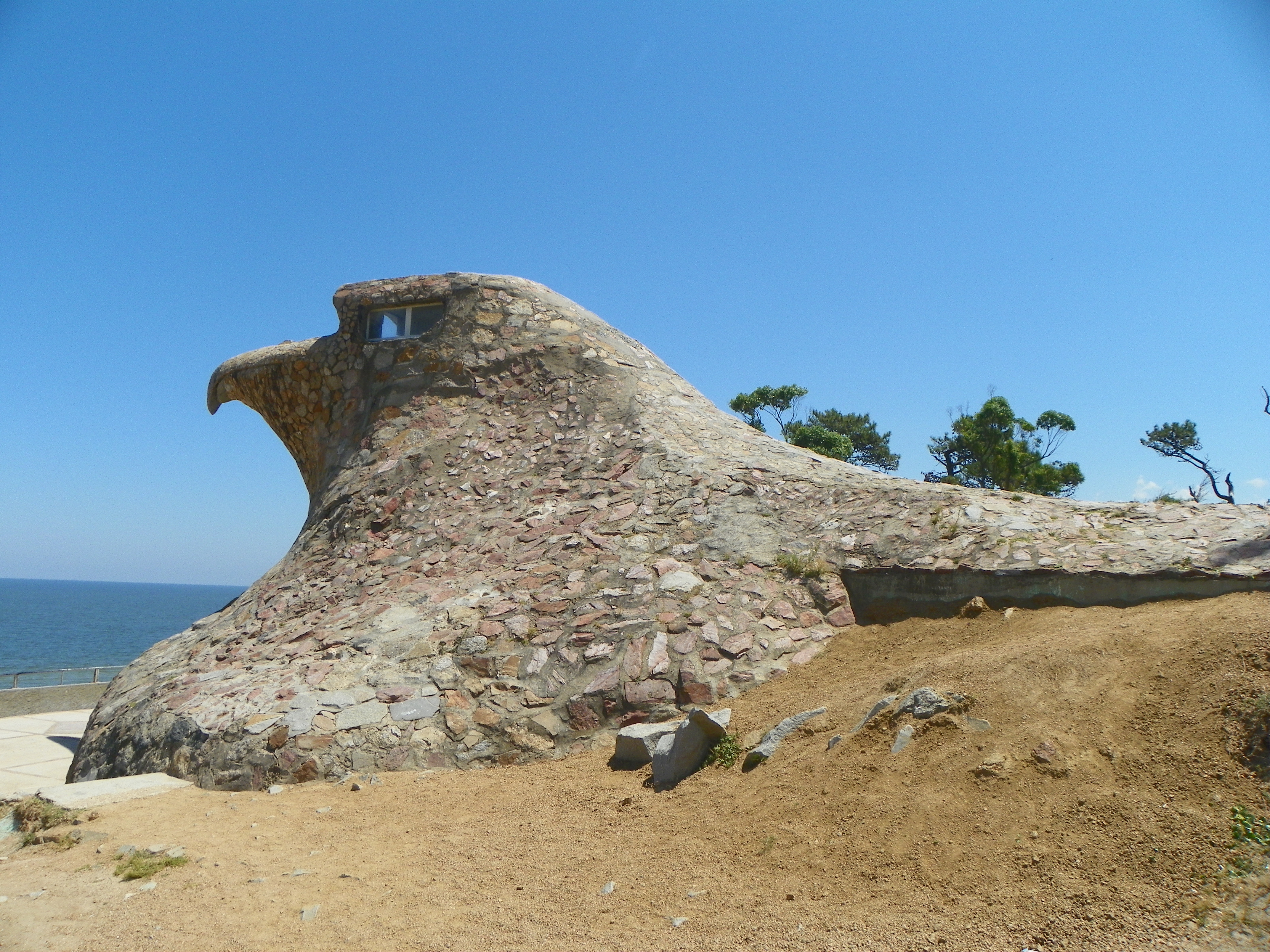
Vista lateral del monumento

 En 1945 Juan Torres comenzó la construcción bajo las órdenes de Michelizzi. La idea inicial de su creador consistió en erigir una capilla, proyecto que sin embargo nunca se concretó. Torres construyó una habitación de mayores dimensiones a lo indicado por Michelizzi, un pequeño baño, una pequeña cocina y un dormitorio. Posteriormente, Michelizzi le solicitó a Torres que construyera un águila encima. Dicha figura fue construida con materiales del lugar. Finalmente, Michelizzi le solicitó a Torres que edificara una gran terraza con forma de barco, sostenida por el barranco. Dicha proa tenía la forma de un delfín, y desde la terraza bajaba una escalera hacia la playa.
Por tanto, pasó a ser un lugar de reuniones entre Michelizzi, sus amigos y familiares. Al fallecer el dueño de esta construcción, comenzó su deterioro debido a la erosión; el barranco y la escalera hacia la playa desaparecieron, y la terraza de desmoronó, lo que llevó a que la cabeza del águila comenzara a quebrarse. Debido al peligro inminente que representaba su posible derrumbe, se tuvo que clausurar el lugar.
Algunas leyendas se originaron luego de la muerte de Michelizzi. Las mismas giraban en torno a la utilización del lugar como escondite de espías nazis, templo, y centro de energía cósmica. También se piensa que fue un mirador. Ninguna de las ideas ligadas a lo místico fueron comprobadas. 
En 1997 El Águila fue declarada de interés Departamental por resolución municipal,  y desde el año 2007 se decidió su protección con medidas cautelares por parte de la Intendencia Municipal de Canelones.
En el 2014 comenzaron las obras de restauración impulsadas por la ONG El Águila, que culminaron en el 2018.
Al año 2020 El Águila es un centro turístico y se ofrecen visitas guiadas. También es centro de exposiciones fotográficas y de pinturas, y de eventos culturales.